# 張誌家
張誌家（1980年5月6日—2024年1月1日），臺灣前職業棒球選手，守備位置為投手，曾在日本職棒出賽，效力於西武獅隊。
原名張福欽，出生於臺灣彰化。他在生涯早期只有滑球跟曲球兩種球路，杜章偉教他變速球，蔡仲南教他指叉球，沒多久就投得出神入化。不過2004年及2005年球季表現不理想，遭到減薪，一度降到二軍。2006年9月30日，西武獅正式宣佈和張誌家解約。2007年加入世界杯棒球錦標賽中華隊以重新出發。
因涉入2009年中華職棒假球事件，張誌家在遭到臺灣板橋地方法院檢察署約談後交保候傳，張誌家透過律師否認打假球，但La New熊仍舊立即將他開除並提出民事求償。2010年2月10日，張誌家被臺灣板橋地方法院檢察署起訴，檢方並說張誌家有拿了「雨刷」蔡政宜簽賭集團打假球的佣金報酬，但卻不配合打假球，檢方批是「最惡劣的球員」。2011年6月30日，張誌家遭判處2年2個月有期徒刑、併科罰金新臺幣300萬元。2013年2月19日，臺灣臺中地方法院判張誌家須賠償新臺幣600萬元。
張誌家曾經與唱片公司簽約成為歌手，並在2002年4月發行目前唯一的音樂專輯「It's My War」。
2024年1月1日，張誌家因心肌梗塞逝世於中華人民共和國廣東省深圳市。

## 生平
張誌家本名張福欽、出生於臺灣彰化縣溪湖鎮。張誌家在力行國小少棒隊時曾率球隊獲全國冠軍、參加遠東區少棒賽，卻意外輸給超齡的菲律賓隊。高中時期張誌家與陳志誠為穀保家商的兩大王牌投手，並與球隊在1998年拿下第三屆金龍旗的冠軍。

### 業餘棒球
張誌家選擇進入甲組成棒業餘的合作金庫棒球隊。張誌家在1998年11月的秋季聯賽中，七天內連投二十八局、為合庫拿下四勝和投出二十九次三振。

### 嶄露頭角
張誌家在2001年11月入選第三十四屆世界盃棒球賽中華隊代表、取得四勝的成績。張誌家在比賽中被教練團定位為中繼投手，並在對尼加拉瓜之戰第六局上場救援、成功化解無人出局一、二壘有人的危機。投四局零安打六次奪三振、獲得勝投。張誌家接著在對南非之戰中繼投出二點一局無失分，並在預賽最後一戰對南韓之戰擔任先發投手、完投全場僅失一分。張誌家在決賽先發完投完封日本隊，並靠著陳金鋒的雙響砲以三比零擊敗日本隊獲得季軍。

### 日職生涯
張誌家在2002年加盟日本職棒西武獅隊、以簽約金一億兩千萬日幣創下台灣球員旅日打職棒最高紀錄。張誌家在台灣大聯盟誠泰太陽隊出賽半季後，於日本職棒明星賽後加盟西武獅隊。張誌家在同年7月21日對近鐵隊之戰到8月12日對羅德隊之戰中打破日職名將江夏豐所保持的連續局數奪三振紀錄、以連續28局奪三振成為「日本職棒連續局數奪三振」的紀錄保持人。在下半季才入隊的張誌家，全年總計主投一百一十六點一局、戰績十勝四敗一救援成功、防禦率二點七一、一百二十一次三振、四十二次四死球保送，以新人而言算是相當優異。季後西武獅隊打進總冠軍賽，張誌家在第三戰先發出戰巨人隊，但慘遭砲轟而苦吞敗投。年底入選美日職棒明星對抗賽。
張誌家在2003年1月與交往6年的女友尹明生登記結婚，同年成為西武獅隊的主戰先發投手，但表現相較於第一年不理想。張誌家全年主投124.2局、戰績7勝7敗、防禦率四點九八、一百二十二次三振、五十八次四死球保送。張誌家在同年11月的札幌亞洲棒球錦標賽中，先是在對南韓之戰延長賽的第十局上場救援，讓南韓隊三上三下，隨後靠著隊友攻下致勝分而獲得勝投。張誌家在第三戰出戰中國時，先發完投九局、共十六次三振、僅失一分，並再度獲得勝投。
張誌家在2004年繼續擔任先發位置，全季主投一百四十六局、戰績九勝八敗、防禦率三點七零、一百一十九次三振、六十七次四死球。張誌家在季後賽先發兩場，但表現均不甚理想，吞下兩場敗投。張誌家在2004年雅典奧運的首戰先發面對加拿大隊，但在隊友守備失誤與打擊遭到封鎖的情況下苦吞敗投。張誌家在面對義大利隊時再度銜命先發、主投六局後退場。終場中華隊以四比五不敵義大利、無法晉級四強。
2005年開季，張誌家因肩傷被降入二軍調整。6月底在狀況大致調整回來後，卻又因腳扭傷而被迫繼續留在二軍養傷，無一軍出賽紀錄。

### 釋出返臺
2006年9月30日，西武獅正式宣佈和張誌家解約，張誌家表示希望留在日本發展。
2008年3月，奧運8搶3資格賽，張誌家歷經波折最後終於入選中華隊24人名單，睽違多年再次站上國際賽舞台。3月7日對西班牙隊張誌家中繼一局被安打一支，出現三次保送、失一分。張誌家則表示：「太久沒在台灣球迷面對投球，很亢奮也有點緊張。由於太想表現，反而因為身體太僵影響控球，相信下一場比賽表現會更好。」而張誌家的表現果然漸入佳境。3月9日對德國隊先發，除了第一局被打兩支安打，一路投到第五局，才接連被格拉瑟跟盧茲打出安打攻佔一二壘，不過自己解決危機，教練團讓張誌家投到第六局又被打安打以後才把他換下去。中華隊第七局突破僵局，終場以2:0險勝德國。3月14日對上韓國隊，張誌家從3局上開始接手先發投手李振昌，投六點二局被擊出五支安打，投出三次三振、一次保送、兩次牽制成功，無失分，堪稱是復出後的代表作。台灣棒球代表隊也順利擠進前三名，取得奧運參賽資格。
2008年8月20日，夏季奧林匹克運動會棒球賽中加之戰，在突破僵局制度下，12局下加拿大隊2出局，張誌家救援成功，投出再見三振，為中華隊贏得第二勝，中華隊贏得預賽第五名。

### La New熊隊
由於臺灣大聯盟在與中華職棒合併之後對於球員歸屬的決定，曾經效力於誠泰太陽隊的張誌家只能選擇進入La New熊隊，否則就要一年之後再參加選秀。最後張誌家確定以月薪新臺幣二十萬元與La New熊隊簽約，並在5月2日召開簽約記者會。張誌家在2008年7月5日代表La New熊隊出戰中信鯨隊時拿下重返中華職棒的第一勝。張誌家該場投出六局無失分、九次三振，並獲選為單場最有價值球員。

### 簽賭案再現
2009中職20年，台灣檢調於總冠軍戰後展開新一波對職棒簽賭的大規模調查，10月28日張誌家被檢調約談，最後檢方飭回張誌家，但12月8日夜間檢調再度約談了張誌家，而且是秘密進行，沒有通知球團，張誌家是在深夜由律師蔡瑞麟陪同到板檢應訊，偵訊過程中張誌家坦承因向雨刷集團「借貸」買車，被板檢認定涉嫌重大，訊後檢察官諭令張誌家8萬元交保。對於張誌家被交保候傳，熊隊在求證之後，表達依照當初交保球員要開除且求償的辦法處理，開除了張誌家且提出民事賠償，永不錄用。同年10月張誌家與其妻尹明生協議離婚。
2011年6月30日，震驚社會的職棒假球案，經過板橋地院1年4個月的審理，張誌家一審遭判2年2個月有期徒刑，併科300萬元罰金。張誌家在發生假球案後一段時間低調在家沒有工作。

### 離開棒球界之後
2013年6月，張誌家在台中的一家鐵板燒店開始擔任學徒。
在台中地方法院訴訟期間，張誌家疑涉嫌脫產，將房子贈與2009年10月離婚的妻子，再轉賣給廖男、秦女，La New熊球團的大高熊育樂公司控告張誌家夫婦與廖、秦，要求塗銷所有權轉移登記，上訴至台灣高等法院台中分院之後，法官於2014年12月因球團無法證明廖男、秦女買賣房子是出於通謀虛偽的意思表示，駁回球團塗銷所有權轉移登記的請求，但仍判決張誌家需賠償球團新台幣600萬元。
張誌家除了鐵板燒店當過學徒外也曾到魚市場賣過海鮮、當冷氣技工、也擔任過公司助理、職業駕駛，後來接觸高爾夫球，因為有極高的運動天賦很快就在業餘闖出名號並挑戰職業賽，但因為收入不隱定家中經濟主要仍是靠妻子教跳舞為主，後來在前老闆朋友推薦下到中國發展、教球。

### 逝世
張誌家於2023年底至中國廣東深圳千鼎實業有限公司工作，2024年1月1日凌晨與友人至小吃攤聚會返回住宿處後與親友失去聯繫，被發現時呈現身體蜷縮、臉色發黑狀態，研判為心肌梗塞逝世，享年43歲。1月3日遺體火化，1月4日中午返回台灣後於臺中市生命禮儀管理處崇德館設置靈位，1月12日舉辦告別式，並與其父親放在同一處納骨塔。

## 棒球經歷
- 台中市力行國小
- 台中市向上國中
- 臺北縣穀保家商
- 合作金庫
- 國訓棒球隊
- 台灣大聯盟誠泰太陽
- 日本職棒西武獅
- 中華職棒La new熊
- 霧峰棒球隊球員
- 高雄市夏綠地慢速壘球隊

## 當選國手紀錄
- 1998年IBA亞洲青棒賽
- 1999年洲際盃棒球賽
- 2001年世界盃棒球賽
- 2003年亞洲棒球錦標賽
- 2004年雅典奧運
- 2008年北京奧運八搶三資格賽
- 2008年北京奧運

## 生涯成績

### 年度別投手成績
|          |          |    |  |   |   |   |    |    |   |    |      |      |       |     |    |     |  |    |     |    |   |     |     |      | WHIP |
| -------- | -------- | -- |  | - | - | - | -- | -- | - | -- | ---- | ---- | ----- | --- | -- | --- |  | -- | --- | -- | - | --- | --- | ---- | ---- |
| 2002     | 西武     | 19 |  | 3 | 1 | 0 | 10 | 4  | 1 | -- | .714 | 467  | 116.1 | 81  | 18 | 38  |  | 4  | 121 | 2  | 0 | 39  | 35  | 2.71 |      |
| 2003     | 西武     | 22 |  | 1 | 1 | 0 | 7  | 7  | 0 | -- | .500 | 551  | 124.2 | 133 | 14 | 53  |  | 5  | 112 | 6  | 1 | 72  | 69  | 4.98 |      |
| 2004     | 西武     | 22 |  | 3 | 2 | 0 | 9  | 8  | 0 | -- | .529 | 631  | 146.0 | 137 | 22 | 57  |  | 10 | 119 | 5  | 0 | 67  | 60  | 3.70 |      |
| 通算:3年 | 通算:3年 | 63 |  | 7 | 4 | 0 | 26 | 19 | 1 | -- | .578 | 1649 | 387.0 | 351 | 54 | 148 |  | 19 | 352 | 13 | 1 | 178 | 164 | 3.81 |      |

- 2004年度球季結束時
- 各年度的粗字為該聯盟最高

中華職棒
| 年度     | 球隊     | 背號 | 出賽 | 勝投 | 敗投 | 中繼 | 救援 | 完投 | 完封 | 四死 | 三振 | 責失 | 投球局數 | 防禦率 |
| -------- | -------- | ---- | ---- | ---- | ---- | ---- | ---- | ---- | ---- | ---- | ---- | ---- | -------- | ------ |
| 2008年   | La new熊 | 99   | 22   | 3    | 4    | 5    | 0    | 0    | 0    | 33   | 60   | 32   | 75.0     | 3.84   |
| 2009年   | La new熊 | 99   | 26   | 10   | 9    | 0    | 0    | 0    | 0    | 54   | 94   | 65   | 135.2    | 4.31   |
| 生涯累計 | 2年      | 99   | 48   | 13   | 13   | 5    | 0    | 0    | 0    | 87   | 154  | 97   | 210.2    | 4.14   |

## 特殊紀錄
- 1998年亞洲青棒賽 最佳指定打擊
- 2001年第34屆世界盃棒球賽 勝投王
- 日本職棒連續局數奪三振紀錄保持人(28局)
- 2002年在美國大聯盟和日本職棒的日米野球交流賽代表日本擔任第四戰先發
- 2004年6月 太平洋聯盟投手MVP
- 2004年日本職棒明星賽第二場勝投、優秀球員獎；第二位獲得日本職棒明星賽勝投的台灣投手
- 2005年日本職棒新潟縣中越地震慈善義演賽表定先發投手(後因肩傷由另一台灣投手許銘傑頂替)

## 個人生活
2002年年底，張誌家與尹明生結婚，育有一子，2009年離婚；後與鍾安倢再婚，育有三個小孩。

## 外部連結
- 張誌家在台灣棒球維基館上的頁面（繁體中文）
- 張誌家在日本職棒官網（英语）
- 張誌家在中華職棒官網
- 張誌家在Baseball-Reference.com（小聯盟以及海外聯盟）（英语）
- 張誌家在The Baseball Cube（英语）
- 張誌家在Olympedia（英语）